# Trapezonotus diversus
Trapezonotus diversus är en insektsart som beskrevs av Barber 1918. Trapezonotus diversus ingår i släktet Trapezonotus och familjen Rhyparochromidae. Inga underarter finns listade i Catalogue of Life.